# Casuarina glauca
Casuarina glauca är en tvåhjärtbladig växtart som beskrevs av Franz e Wilhelm Sieber och Spreng.. Casuarina glauca ingår i släktet Casuarina och familjen Casuarinaceae. Inga underarter finns listade i Catalogue of Life.

## Bildgalleri

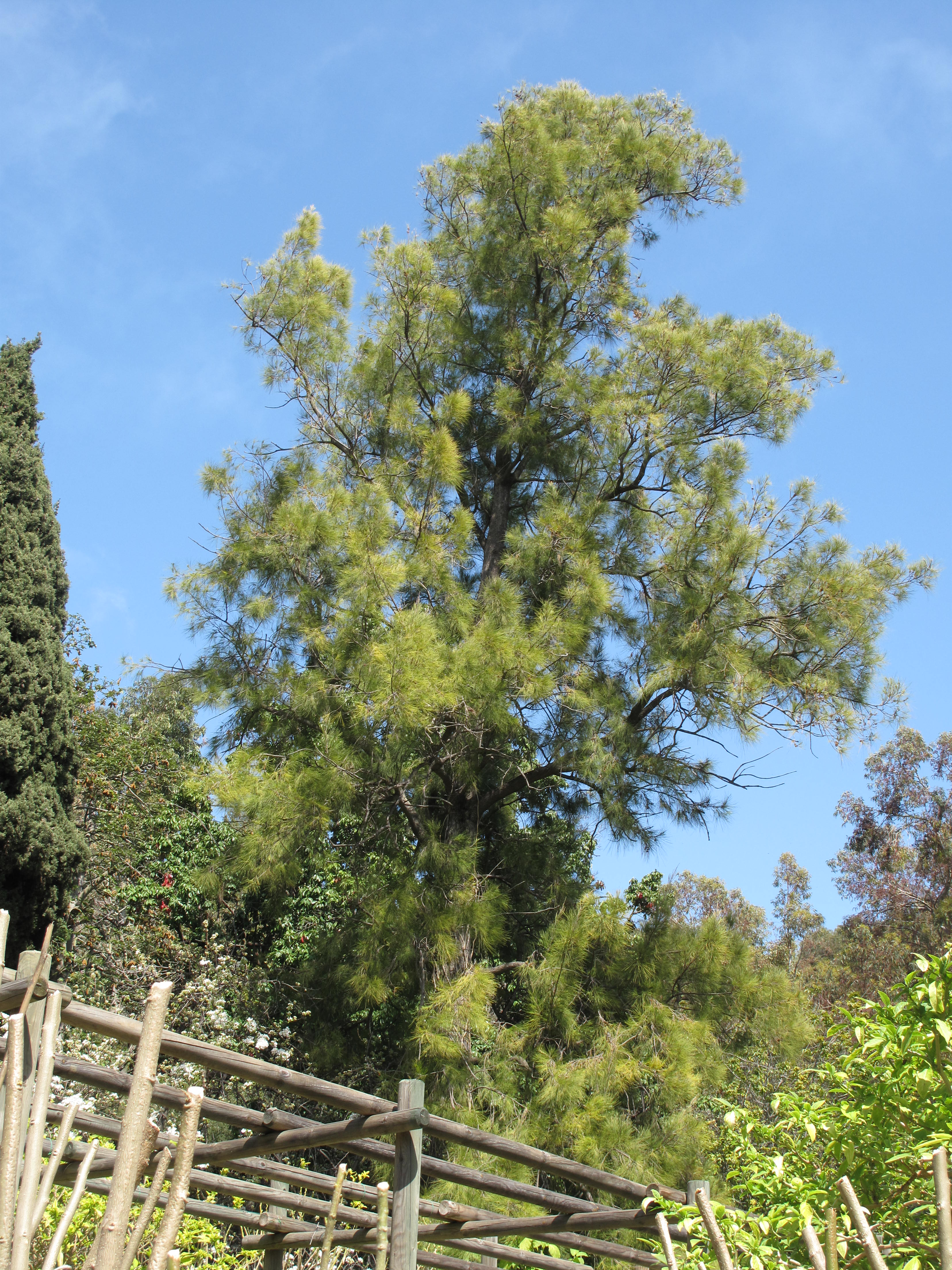
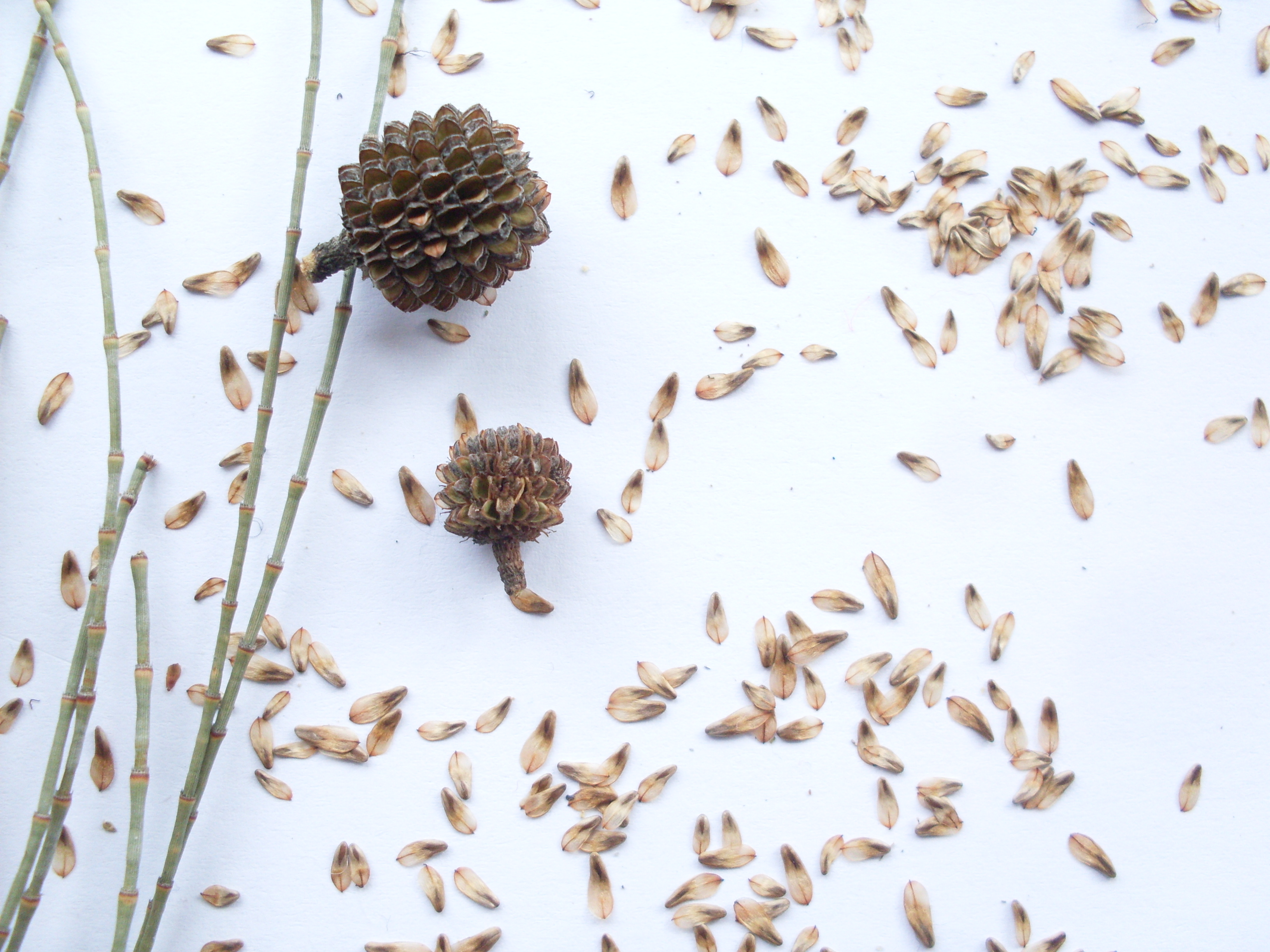
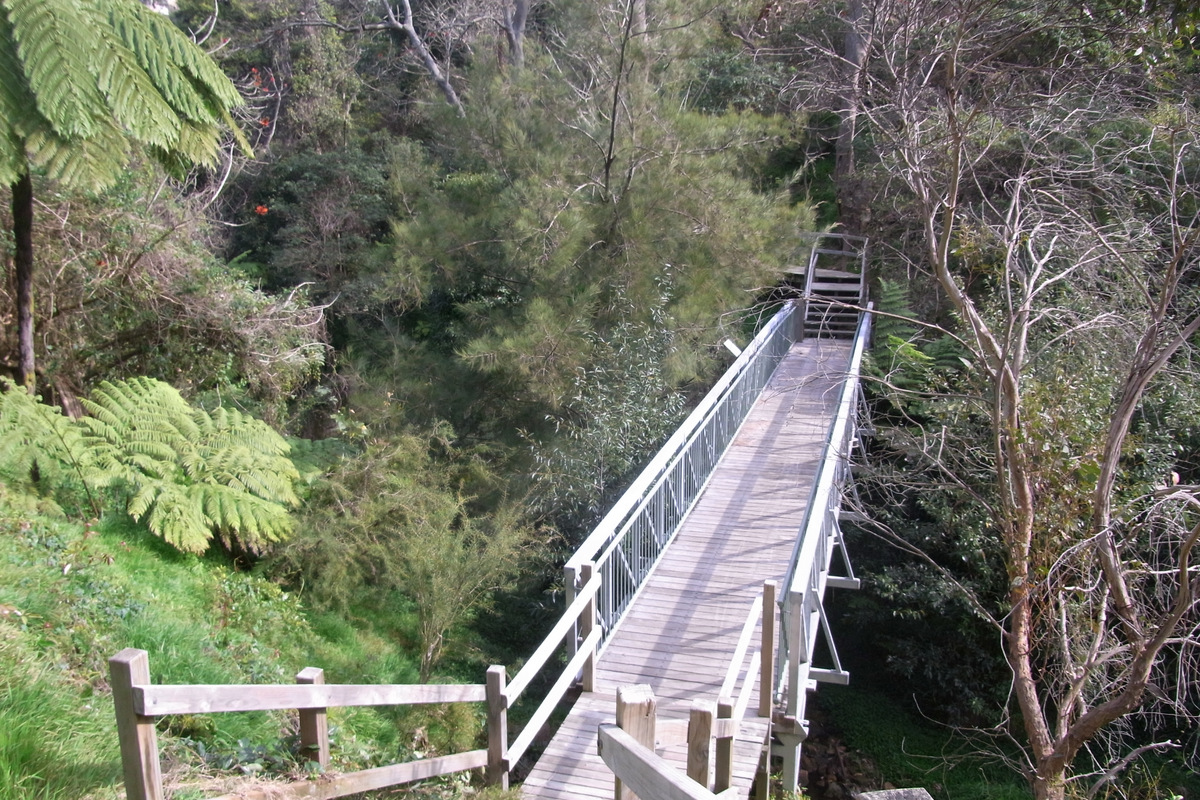
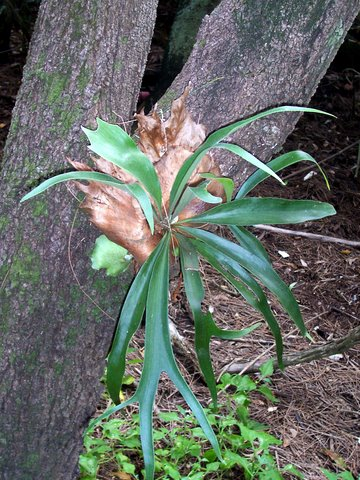
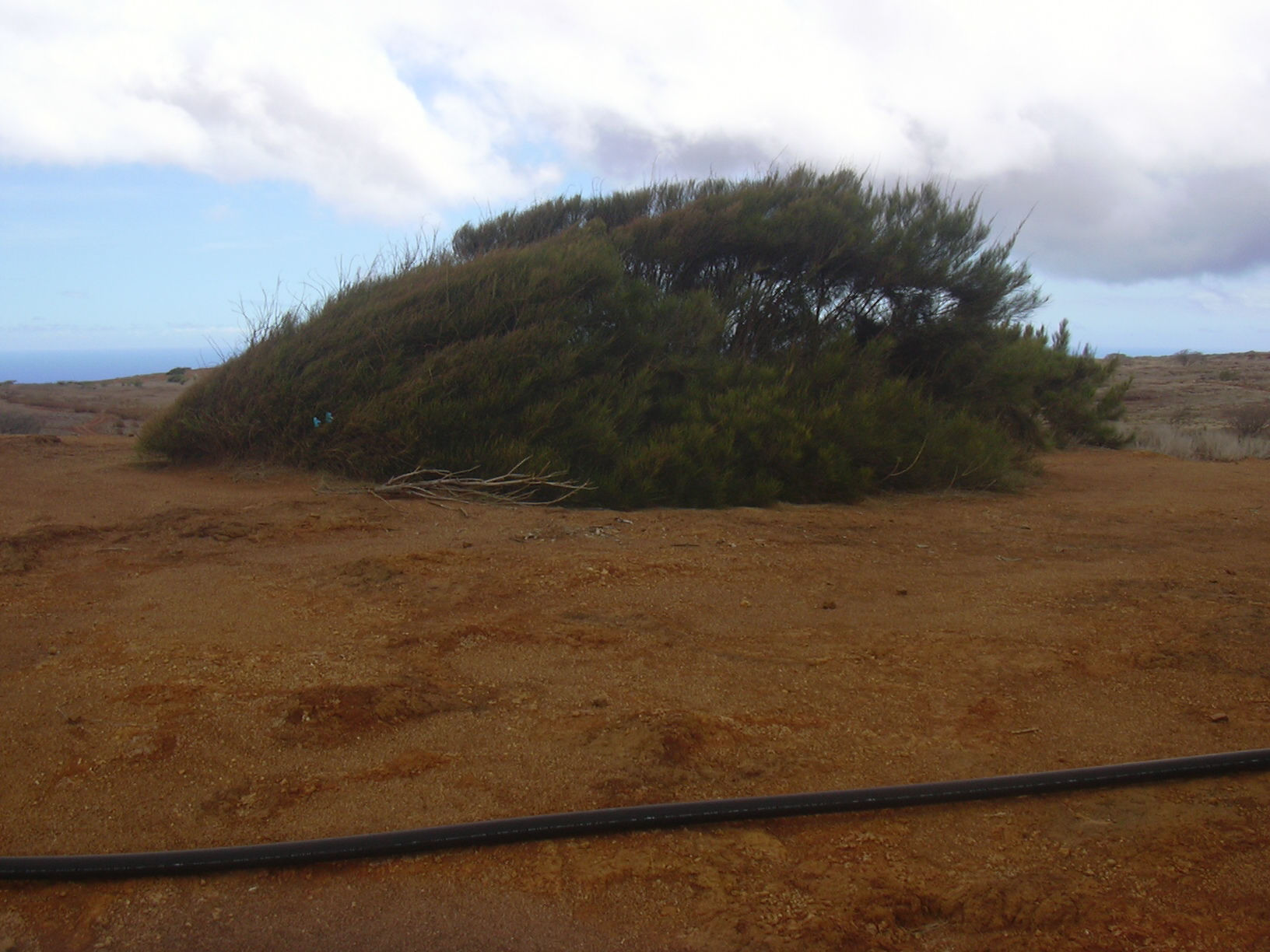
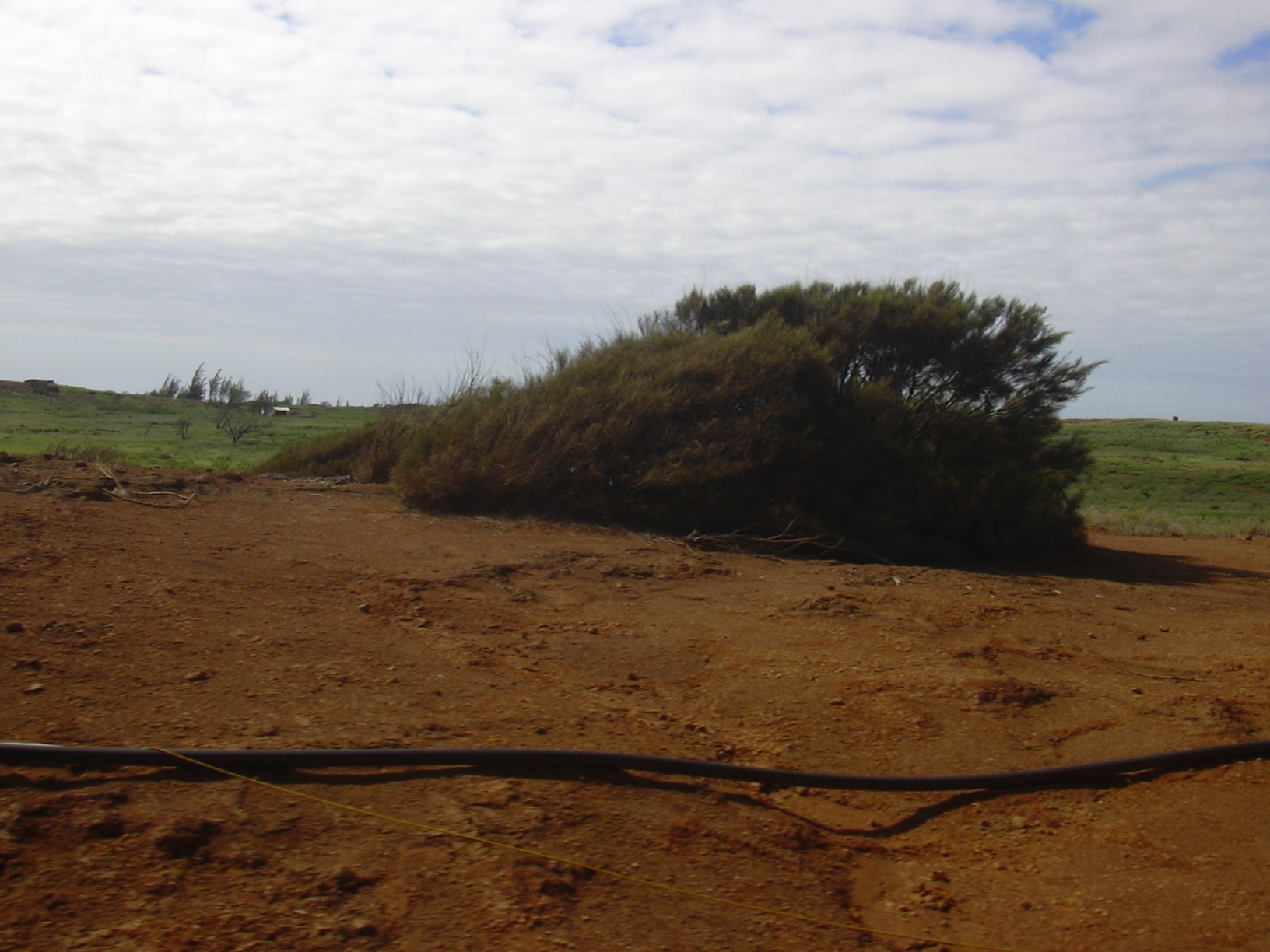